# Ruprechtshofen
Ruprechtshofen ist eine Marktgemeinde mit 2332 Einwohnern (Stand 1. Jänner 2025) im Bezirk Melk in Niederösterreich.

## Geografie
Ruprechtshofen liegt im Mostviertel in Niederösterreich. Die Fläche der Marktgemeinde umfasst 30,57 Quadratkilometer. 7,4 Prozent der Fläche sind bewaldet.

### Gemeindegliederung
Das Gemeindegebiet umfasst folgende 34 Ortschaften (in Klammern Einwohnerzahl Stand 1. Jänner 2025):
- Baulanden (69)
- Brunnwiesen (95)
- Etzen (52)
- Fittenberg (42)
- Fohregg (40)
- Geretzbach (24)
- Graben (12)
- Grabenegg (41)
- Grub (21)
- Hofstetten (34)
- Hohentann (28)
- Hub (11)
- Kagelsberg (16)
- Kalcha (18)
- Koth (45)
- Kronberg (17)
- Kühberg (11)
- Lasserthal (19)
- Lehen (36)
- Naspern (33)
- Ockert (48)
- Oed (12)
- Rainberg (127)
- Reisenhof (16)
- Riegers (27)
- Rottenhof (100)
- Ruprechtshofen (1056)
- Schlatten (74)
- Simhof (24)
- Sinhof (14)
- Weghof (29)
- Wies (9)
- Zinsenhof (5)
- Zwerbach (127)

Die Gemeinde besteht aus den Katastralgemeinden Grabenegg, Ockert, Rainberg, Riegers, Ruprechtshofen und Zwerbach.

### Nachbargemeinden
|                                   | Zelking-Matzleinsdorf                       |                       |
| Bergland                          | Kompassrose, die auf Nachbargemeinden zeigt | St. Leonhard am Forst |
| Wieselburg-Land (Bezirk Scheibbs) | Oberndorf an der Melk (Bezirk Scheibbs)     |                       |

## Geschichte
Das Gebiet war bereits in der Jungsteinzeit besiedelt. In der Höhle von Koth wurden Aschenurnen und Grabinschriften aus dem 1. Jahrhundert nach Christus entdeckt. Aus der gleichen Zeit stammt ein der Göttin Victoria geweihter römischen Weihealtar, der bei Hundsbach gefunden wurde.
Die erste urkundliche Erwähnung stammt aus 1170, als ein Walther de Ruprehtishoven als Zeuge einer Schenkung genannt wird. Die Pfarre zum hl. Nikolaus entstand am Ende des 12. Jahrhunderts. Über 2000 Münzen aus der Zeit von 1460 bis 1550 wurden im Jahr 1964 in Tongefäßen unter einem Fußboden ausgegraben.

### Einwohnerentwicklung
| Ruprechtshofen: Einwohnerzahlen von 1869 bis 2024   | Ruprechtshofen: Einwohnerzahlen von 1869 bis 2024 | Ruprechtshofen: Einwohnerzahlen von 1869 bis 2024 | Ruprechtshofen: Einwohnerzahlen von 1869 bis 2024 | Ruprechtshofen: Einwohnerzahlen von 1869 bis 2024 |
| --------------------------------------------------- | ------------------------------------------------- | ------------------------------------------------- | ------------------------------------------------- | ------------------------------------------------- |
| Jahr                                                |                                                   |                                                   |                                                   | Einwohner                                         |
| 1869                                                | 1869                                              |                                                   | 1.648                                             | 1.648                                             |
| 1880                                                | 1880                                              |                                                   | 1.802                                             | 1.802                                             |
| 1890                                                | 1890                                              |                                                   | 1.787                                             | 1.787                                             |
| 1900                                                | 1900                                              |                                                   | 1.718                                             | 1.718                                             |
| 1910                                                | 1910                                              |                                                   | 1.874                                             | 1.874                                             |
| 1923                                                | 1923                                              |                                                   | 2.021                                             | 2.021                                             |
| 1934                                                | 1934                                              |                                                   | 1.957                                             | 1.957                                             |
| 1939                                                | 1939                                              |                                                   | 1.931                                             | 1.931                                             |
| 1951                                                | 1951                                              |                                                   | 1.965                                             | 1.965                                             |
| 1961                                                | 1961                                              |                                                   | 1.940                                             | 1.940                                             |
| 1971                                                | 1971                                              |                                                   | 1.965                                             | 1.965                                             |
| 1981                                                | 1981                                              |                                                   | 1.975                                             | 1.975                                             |
| 1991                                                | 1991                                              |                                                   | 2.116                                             | 2.116                                             |
| 2001                                                | 2001                                              |                                                   | 2.219                                             | 2.219                                             |
| 2011                                                | 2011                                              |                                                   | 2.257                                             | 2.257                                             |
| 2021                                                | 2021                                              |                                                   | 2.299                                             | 2.299                                             |
| 2024                                                | 2024                                              |                                                   | 2.342                                             | 2.342                                             |
| Quelle(n): Statistik Austria, Gebietsstand 1.1.2021 |                                                   |                                                   |                                                   |                                                   |

## Kultur und Sehenswürdigkeiten

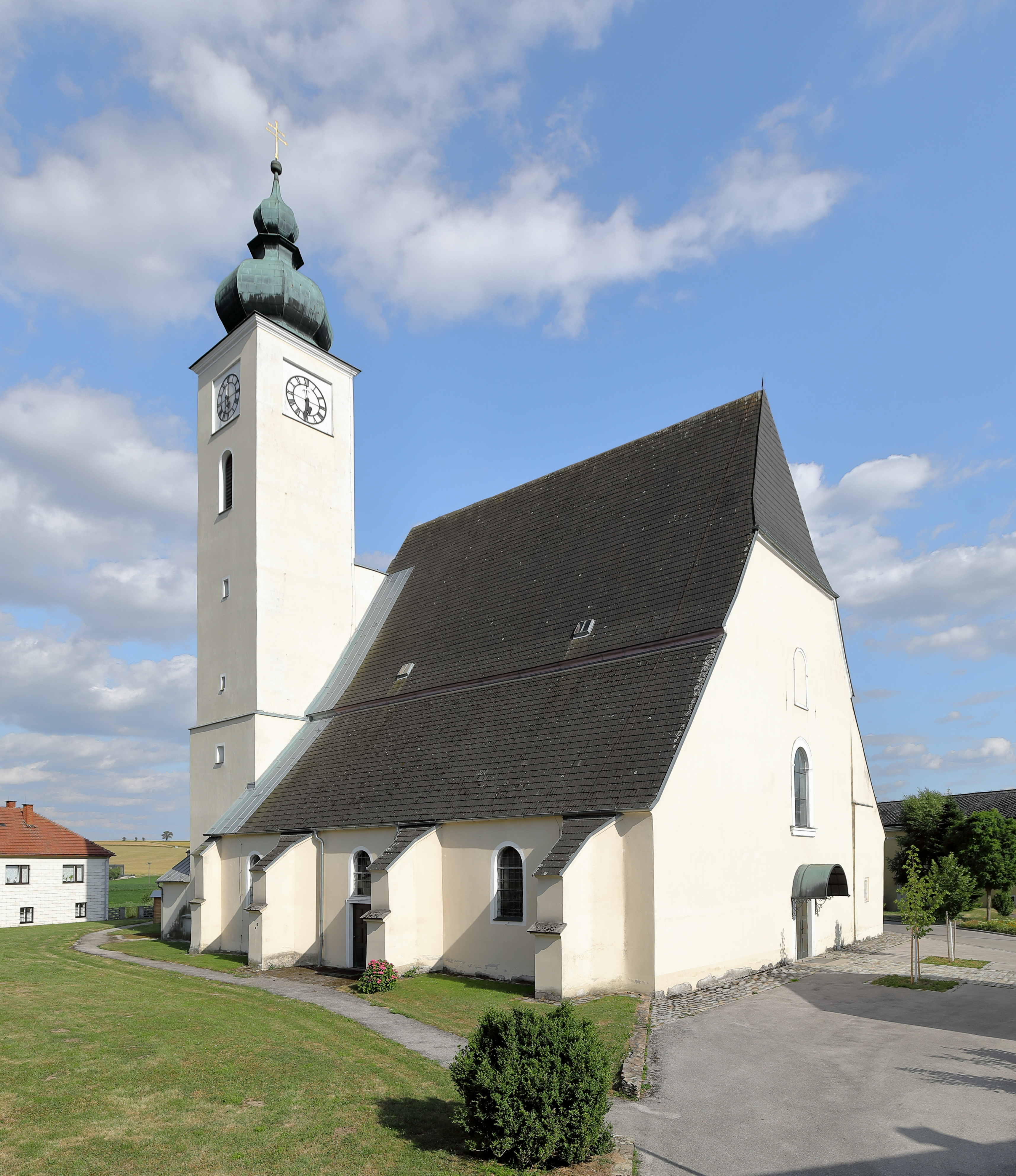
Pfarrkirche Ruprechtshofen

- Katholische Pfarrkirche Ruprechtshofen hl. Nikolaus: Eine spätgotische Pseudobasilika mit einem Chor aus dem Ende des 13. Jahrhunderts. Der Turm ist ebenfalls spätgotisch, wurde 1653 erhöht und erhielt 1874 eine neobarocke Zwiebelhaube.
- Benedict Randhartinger Museum

## Wirtschaft und Infrastruktur
Nichtlandwirtschaftliche Arbeitsstätten gab es im Jahr 2001 90, land- und forstwirtschaftliche Betriebe nach der Erhebung 1999 155. Die Zahl der Erwerbstätigen am Wohnort betrug nach der Volkszählung 2001 1038. Die Erwerbsquote lag 2001 bei 47,54 Prozent.

### Öffentliche Einrichtungen
In Ruprechtshofen befindet sich ein Kindergarten und eine Volksschule.

### Verkehr
Ruprechtshofen liegt an einem eingestellten, aber noch vorhandenen Abschnitt der Krumpe. Seit April 2011 wird auf der Bahnstrecke unter dem Namen „Mostviertler Schienenradl“ eine Draisinenbahn für Touristen betrieben.

## Politik

### Gemeinderat
Der Gemeinderat hat 21 Mitglieder.
- Mit den Gemeinderatswahlen in Niederösterreich 1990 hatte der Gemeinderat folgende Verteilung: 18 ÖVP und 3 SPÖ.
- Mit den Gemeinderatswahlen in Niederösterreich 1995 hatte der Gemeinderat folgende Verteilung: 17 ÖVP, 2 SPÖ und 2 FPÖ.[6]
- Mit den Gemeinderatswahlen in Niederösterreich 2000 hatte der Gemeinderat folgende Verteilung: 16 ÖVP, 3 FPÖ und 2 SPÖ.[7]
- Mit den Gemeinderatswahlen in Niederösterreich 2005 hatte der Gemeinderat folgende Verteilung: 16 ÖVP, 3 SPÖ und 2 FPÖ.[8]
- Mit den Gemeinderatswahlen in Niederösterreich 2010 hatte der Gemeinderat folgende Verteilung: 15 ÖVP, 4 FPÖ und 2 SPÖ.[9]
- Mit den Gemeinderatswahlen in Niederösterreich 2015 hatte der Gemeinderat folgende Verteilung: 15 ÖVP, 4 FPÖ und 2 SPÖ.[10]
- Mit den Gemeinderatswahlen in Niederösterreich 2020 hatte der Gemeinderat folgende Verteilung: 18 ÖVP und 3 FPÖ.[11]
- Mit den Gemeinderatswahlen in Niederösterreich 2025 hat der Gemeinderat folgende Verteilung: 16 ÖVP, 4 FPÖ und 1 SPÖ.[11]

### Bürgermeister
- 1850–1861 Josef Gonaus
- 1861–1876 Johann Fasching
- 1876–1885 Josef Rinnenthaler
- 1885–1888 Franz Kraus
- 1888–1908 Franz Sündermann
- 1908–1920 Josef Fohringer
- 1920–1922 Engelbert Kraus
- 1922–1923 Vinzenz Sirninger
- 1923–1929 Michael Schrattmayer
- 1929–1938 Leopold Lembacher
- 1939–1942 Josef Scherrer
- 1942–1945 Franz Sündermann
- 1945–1953 Leopold Bierwipfl
- 1953–1975 Johann Hinterberger
- 1975–1991 Oskar Sündermann
- 1991–2010 Hermann Heiß
- seit 2010 Leopold Gruber-Doberer[12]

## Persönlichkeiten

### Söhne und Töchter der Gemeinde
- Benedict Randhartinger (1802–1893), Komponist, Sänger und k.k. Hofkapellmeister
- Josef Erber (1823–1882), Naturalienhändler
- Leopold Gawanda (1889–1942), österreichisch-deutscher Jurist und Politiker
- Alois Brandhofer (* 1951), Klarinettist und Hochschullehrer

### Mit der Gemeinde verbundene Persönlichkeiten
- Richard Punz (* 1990), Politiker und Abgeordneter zum Landtag von Niederösterreich